# Scettro con la colomba

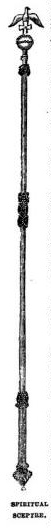

Lo scettro con la colomba, conosciuto anche col nome di scettro dell'Equità e della Grazia, è uno scettro facente parte dei gioielli della corona inglese. Esso venne originariamente realizzato per l'incoronazione di Carlo II nel 1661. Il suo disegno include un globo d'oro con una fascia di pietre preziose, sormontato da una sfera con una colomba in oro smaltata di bianco che rappresenta lo Spirito Santo.
Lo scettro con la colomba simboleggia l'autorità spirituale del monarca e il suo ruolo religioso. Durante l'incoronazione, lo scettro viene tenuto con la mano sinistra, mentre l'arcivescovo di Canterbury pone sul capo al nuovo re la corona reale.
Lo scettro, assieme agli altri gioielli della corona, è esposto presso la Jewel House della Torre di Londra.